# Charles Everling
Charles Everling (1889 - augustus 1962) was een Belgisch syndicalist voor het ABVV.

## Levensloop
Onder het bestuur van Joseph Jacquemotte van de Brusselse afdeling van het Syndicat Général des Employés, Techniciens, Magasiners et Voyageurs de Commerce de Belgique (SGETMVCB) was hij bestendig schatbewaarder bij deze vakbond voor bedienden. In 1918 werd hij secretaris van de 'Union des syndicats de l'arrondissement de Bruxelles'. Hierop aansluitend werd hij omstreeks 1920 voorzitter van de Federatie van Socialistische Mutualiteiten van Brabant.
In 1923 volgde hij Jacquemotte op als bestendig secretaris van de Brusselse afdeling van het SGETMVCB, een functie die hij zou uitoefenen tot 1928. Vervolgens werd hij directeur van het tijdschrift De Bediende / L'Employé. Tijdens de Tweede Wereldoorlog vluchtte hij naar Londen, alwaar hij actief was in het Belgisch Syndicaal Centrum (BSC).
Na de bevrijding werd hij voorzitter van de BBTK. Deze functie oefende hij uit tot aan zijn pensioen in 1956, hij werd opgevolgd door Oscar Leclercq.